# Oberea oculata
Obérée ocellée
Espèce
Oberea oculata, l’obérée ocellée, est une espèce d'insectes coléoptères de la famille des Cerambycidae (capricornes), de la sous-famille des Lamiinae.

## Description
Corps long de 15 à 20 mm, orangé y compris le pronotum orné de 2 points noirs, tête et antennes noires, élytres très concaves, gris cendré, pointillés de noir.

## Distribution
Paléarctique. En France, assez commun dans des sites où poussent les saules (absent de l'extrémité ouest de la Bretagne).

## Biologie
Les adultes sont visibles de mai à août (selon les conditions locales) ; les larves rongent les jeunes pousses de saule.